# Куканов, Фёдор Кузьмич
Фёдор Кузьми́ч Кука́нов (4 (17) февраля 1904, Царское Село — 28 апреля 1964, Москва) — советский полярный лётчик, морлёт (морской лётчик) — старший лётчик, с февраля 1933 года пилот-инструктор Управления полярной авиации Главсевморпути, командир Чукотской авиагруппы, открыл эру полётов над морем колёсных самолётов, в 1933 году спас воздушным путём 93 пассажира с судов Наркомвода Северо-Восточной (Колымской) экспедиции, в 1934 году, как командир Чукотской авиагруппы, принимал участие в операции по спасению экипажа и пассажиров парохода «Челюскин», ветеран Великой Отечественной войны.

## Биография
Куканов Фёдор Кузьмич родился 4 (17) февраля 1904 года в Царском Селе Царскосельского уезда Санкт-Петербургской губернии Российской империи.
Окончив Царскосельскую Николаевскую Гимназию, с 16 лет начал работать.
В 1922 году Фёдор Куканов был призван на службу в Рабоче-крестьянский Красный флот (РККФ). Направлен в Петроград в Военно-морское училище (ныне Санкт-Петербургский военно-морской институт).
В 1926 году перешёл в Высшую школу красных морских лётчиков имени Л. Д. Троцкого в Севастополе. Под руководством начальника лётной части Б. Л. Бухгольца и инструктора А. И. Мартынова-Марова осваивал новый курс учебно-лётной подготовки. Летал на самолётах МУ-1, МР-1, Р-1, летающих лодках С-16, Дорнье «Валь» и др.
В 1928 году, после окончания военной школы морских лётчиков, Куканов получил назначение в 51-й разведывательный авиаотряд ВВС Балтийского моря. Летал на машинах Р-2, Р-6, ЮГ-1, Ю-20.
В 1929 году, как командир авиазвена на МР-1, отличился при перегонке авиагруппы из четырёх самолётов (два — МР-1 и два — Ю-20) на Чёрное море, по маршруту Ленинград — Новгород (оз. Ильмень) — Витебск — Киев — Николаев — Севастополь.
В феврале 1933 года, после демобилизации, ушёл в Полярную авиацию, был принят пилотом-инструктором, командиром Чукотской авиагруппы — отдельного звена Управления полярной авиации Главсевморпути (УВС ГУСМП при СНК СССР) с базированием в период зимовки на мысе Северный (Чукотка).
18 июля 1933 года в с. Анадырь встретился с американским лётчиком Дж. Маттерном, совершавшим кругосветный перелёт и потерпевшим аварию в 80 км от Анадыря («подвиг» спасения Маттерна позже был приписан Леваневскому, который отвёз американца из Анадыря в США, в город Ном на Аляске, а спасли американца чукчи). Подаренная Куканову фотография с автографом Маттерна впоследствии породила слухи, что именно Куканов спас Маттерна с места аварии.
С 22 июля по 19 августа 1933 года работал в научной геологической экспедиции Всесоюзного Арктического института по изучению и картографированию на Чукотке, возглавляемой С. В. Обручевым и К. А. Салищевым. Самолёт «Юг-1» доставили в Анадырь морем. В полётах Куканов, второй пилот Г. А. Страубе и механики В. Шадрин и Л. Демидов апробировали методы аэровизуальных исследований. С экспедицией облетели огромную неизученную территорию Чукотки, исследовали с воздуха бассейн р. Анадырь.
19 августа самолёт закончил работу по заданиям ВАИ, досрочно выполнив план, и 28 августа был направлен на Северное побережье Чукотки для обслуживания судов, возвращающихся с Колымы.
15 сентября 1933 года на самолёте «Юг-1» первым нашёл пароход «Челюскин» (тот ещё не просил помощи), с руководителем экспедиции Отто Шмидта слетал на остров Врангеля. Вывез с зимовки на о. Врангеля 11 человек на смену, на склады полярной станции завёз продукты и боеприпасы, частично выполнив одну из задач челюскинской экспедиции. Отто Шмидт отпустил самолёт, уверенный, что «Челюскин» пройдёт льды и прорвётся через Чукотское море в Берингов пролив.
17 ноября 1933 года узнав об аварии самолёта Бабушкина «Ш-2» на «Челюскине», на ледовую разведку которого командование «Челюскина» и «Ф. Литке» возлагало последние надежды, на мысе Северном сделал попытку взлететь и провести разведку, но при разбеге подломилась ранее уже сломанная лыжа (восстановлена только к февралю 1934 года). Участник спасения челюскинцев на материке.
Председатель спецкомиссии по спасению челюскинцев В. В. Куйбышев в первой своей беседе с американскими журналистами после 13 февраля 1934 года, в частности, заявил: «Правительство решило направить на помощь экспедиции т. Шмидта лучших полярных лётчиков Союза: уже на побережье Ледовитого океана работают полярные лётчики тт. Куканов и Ляпидевский…».
В 1934 году Куканову достался челюскинский миниатюрный самолёт «Ш-2» для ледовой разведки, который впоследствии был установлен в Музее Арктики и Антарктики в Санкт-Петербурге.
23 августа 1936 года самолёт АН-4 с бортовым номером «Н-28», управляемый Фёдором Кукановым потерпел аварию на реке Енисей во время многодневного рейса из Дудинки в Красноярск, из-за отказа оборудования, вошёл в пике и на полном ходу врезался в воду, при затоплении воздушного судна погибли девять пассажиров и два бортмеханика. Двоим пассажирам и самому пилоту удалось выбраться из затонувшего самолёта, и они были спасены подоспевшими на лодках колхозниками. Военным трибуналом 94-й стрелковой дивизии города Красноярска 30 ноября 1936 года Фёдор Куканов был признан виновным в катастрофе, как совершившим ошибку в пилотировании, и осуждён по статье 59-3 «г» УК РСФСР на шесть лет лишения свободы, с отбыванием наказания в ИТЛ, без поражения в правах. Заключение отбывал в Севжелдорлаге НКВД, работая помощником начальника по тяге, на строительстве железных дорог. За отличную работу имел правительственные льготы. В 1940-м году подал ходатайство о помиловании, поддержанное Молоковым и Шевелёвым. В результате срок наказания был сокращён на один год. Освободился из заключения осенью 1941-го года, и продолжил лётную работу на Дальнем Востоке, в стратегических целях военного времени занимаясь ледовой разведкой и аэрофотосъёмкой.
Во время Великой Отечественной войны продолжал работать в Управлении полярной авиации ГУСМП, в Московской авиагруппе ГУСМП. В июне—августе 1945 года в составе авиагруппы перегонял из Германии трофейные самолёты, среди прочих — девять самолётов Siebel Si 204.
В мае—июне 1946 года, на перегоне Зырянка — Кресты Колымские, из-за отказа левого двигателя (затем перегрелся правый) самолёт «Siebel Si-204» (СССР Н-379) сел на вынужденную посадку на косу реки Федотиха. Самолёт списали.
Скончался 28 апреля 1964 года в Москве, прах захоронен в колумбарии Донского монастыря (колумбарий № 18, закрытый, зал 21, ряд 1, ниша 57).

## Спасение полярников
В октябре—ноябре 1933 года Куканов на трёхмоторном самолёте «Юг-1» (СССР-Н-4) вывез 93 пассажира — персонал «Дальстроя» с затёртых льдами, недалеко от мыса Биллингса, судов Наркомвода Особой Северо-восточной полярной экспедиции и Колымской особой экспедиции: «Север», «Анадырь» и «Хабаровск» (для сравнения, из лагеря Шмидта с парохода «Челюскин» лётчики-спасатели, ставшие Героями, на 6 самолётах эвакуировали 102 человека). Всего, за пять месяцев до подвига первых Героев Советского Союза, выполнил 13 рейсов для спасения людей.
Учёный-полярник В. Ю. Визе пишет: «Всего на трёх пароходах находилось 168 человек. Пассажиров было решено эвакуировать при помощи самолёта. Операция была выполнена лётчиком Кукановым. При крайне неблагоприятной погоде, в условиях наступающей полярной ночи, Куканов за короткое время перебросил с зимовавших пароходов на мыс Северный и в Уэлен более 90 пассажиров. Только летом 1934 года суда „Север“, „Анадырь“ и „Хабаровск“ смогли вернуться во Владивосток».
За спасение почти сотни больных, измученных людей Куканов ничем награждён не был.
В книгах писали: «Может быть, этот лётчик и попал бы в „обойму“ первых кавалеров Золотой Звезды, но к началу челюскинской эпопеи его самолёт выработал все мыслимые и немыслимые ресурсы. И спас Куканов не тех — на спасении заключённых пропагандистской шумихи не устроишь! Кому сейчас известно имя Фёдора Кузьмича Куканова, который по праву должен был стать Героем Советского Союза № 1?»
Согласно стихотворению Феликса Чуева, посвящённому одному из первых Героев Советского Союза Анатолию Васильевичу Ляпидевскому, «у которого Звёздочка номер один», Ляпидевский считал, что именно Куканов должен был стать первым Героем Советского Союза: 

И когда про него прозвучали стаканы,

«Каюсь, хлопцы, не я», — он вздохнул тяжело,

«Самым первым Героем — был Федя Куканов.

Должен был. И не стал. Просто не повезло…»
— Феликс Чуев. Крылатая книга. 1987. Стихотворение «Ляпидевский» (1965).
Удача операции по эвакуации самолётом «пассажиров Дальстроя» стала решающим аргументом при выборе из многочисленных вариантов спасения челюскинцев именно использование самолётов.

## Награды
- Орден Красной Звезды (15.06.1934). Постановлением ЦИК от 15 июня 1934 года «за выдающееся участие в организации и проведении спасения челюскинцев и сохранении научных материалов экспедиции» награждён орденом Красной Звезды № 369.
- Орден Трудового Красного Знамени (5.11.1934). Летом 1934 года в качестве командира самолёта «Ш-2» вёл ледовую разведку экспедиции ледореза «Ф. Литке» — сквозного похода из Владивостока в Мурманск в одну навигацию. Награждён орденом Трудового Красного Знамени № 539.
- Медаль «За оборону Советского Заполярья» (5.12.1944).
- Медаль «За победу над Германией в Великой Отечественной войне 1941-1945 гг.» (9.05.1945).

## Семья[7]
- Отец — Кузьма Петрович Куканов (1860—1916),
  - Mать — Надежда Яковлевна Боровицкая (1871—1956), в браке с 1891.
  - Брат — Александр (1891—1892).
  - Сестра — Александра (1894—1896).
  - Брат — Михаил (1896—1942), учёный химик-органик.
  - Брат — Алексей (1900—1957).
  - Брат — Василий (1902—1947).
  - Сестра — Анна (1903—1905).
- Первая жена (с января 1935) — Альдона Владиславовна (в девичестве Карпинская) (1915—1944, погибла в бою под Ригой, Латвия.
  - Дочь — имя? (1936—1942, погибла при бомбёжке в Москве).
- Вторая жена (с 1945) — Анастасия Ивановна (в девичестве Кушнарёва) (1923 — между 2002 г. и 2005 г.).

Первый Герой Советского Союза Анатолий Ляпидевский был другом семьи.
«Один из моих товарищей, Куканов, шёл на зимовку на мыс Северный. Он прилетел в Хабаровск, а потом вместе с Леваневским полетел до Анадыря. Это был самый первый полет по указанной линии. От Куканова я узнал, что начальник лётного сектора Севморпути Шевелёв ищет людей; особенно нужны морские лётчики. „Если ты хочешь работать на севере, — сказал мне Куканов, — напиши Шевелёву“…».

## Память
29 августа 2017 года на входе в здание авиационной комендатуры Командования дальней авиацией на аэродроме Анадырь в п. Угольные Копи установлена мемориальная доска Федору Куканову силами Общественного совета по сохранению исторического наследия Дальнего Востока при ВООПИиК (Хабаровск).

## Адреса
Жил в Царском Селе, ул. Оранжерейная, 57 («дом Куканова», здание не сохранилось); с 1929 года — в Ленинграде, пр-кт 25-го Октября, д.64, кв.24; далее, жил в Москве, 2-й Астрадамский тупик, д.4, кв.3.
С 1936 года жил в Доме полярников на Суворовском/Никитском бульваре, д.9, в Москве (с момента достройки дома).